# تل قطا
تل قطا قرية في ناحية جب الجراح التابعة لمنطقة المخرّم في محافظة حمص في سورية. بلغ عدد سكان القرية 1204 نسمة حسب تعداد عام 2004.